# Hypnum acrorrhizon
Hypnum acrorrhizon là một loài Rêu trong họ Hypnaceae. Loài này được Hornsch. mô tả khoa học đầu tiên năm 1840.